# Цезарий I (герцог Неаполя)
Цезарий I (Кесарий I; лат. Cesarius I, итал. Cesario I; умер в 684) — герцог Неаполя (677—684).

## Биография
Единственный раннесредневековый исторический источник, сообщающий о Цезарии I — «Хроника герцогов Беневенто, Салерно, Капуи и Неаполя». Согласно ей, он получил власть над Неаполитанским герцогством в 677 году после смерти Андрея I. В то время Неаполь входил в состав Византии и для утверждения в должности Цезарий I должен был получить согласие императора Константина IV.
О правлении Цезария I ничего не известно. В «Хронике герцогов Беневенто, Салерно, Капуи и Неаполя» сообщается, что он правил Неаполитанским герцогством семь лет и скончался в 684 году. Преемником Цезария I в должности был Стефан I.